# Ningbo Open
WTA Ningbo  je profesionální tenisový turnaj žen hraný v čínském přímořském městě Ning-po, na severovýchodě provincie Če-ťiang, v němž první městský areál vznikl v roce 1987. Turnaj byl založen v roce 2010 jako součást okruhu ITF. V letech 2013–2014 probíhal v sérii WTA 125K, než byl zrušen.
Obnovení Ningbo Open se uskutečnilo v roce 2023, kdy se turnaj zařadil do kalendáře okruhu WTA Tour v kategorii WTA 250. V sezóně 2024 povýšil do úrovně WTA 500 poté, co licenci získal od Zhengzhou Open v Čeng-čou. Dějištěm se staly tvrdé dvorce Mezinárodního tenisového centra v Jin-čou.

## Vývoj názvu
- 2010–2012: Ningbo International Challenger[6]
- 2013–2014: Yinzhou Bank International Women's Tennis Open[7][8]
- od 2023: Ningbo Open[9]

## Přehled kategorií
| Okruh ITF - 2010–2012: ITF 100 000 $+H Okruh WTA 125K - 2013–2014: 125 000 $ | Okruh WTA Tour - 2023: WTA 250 - od 2024: WTA 500 |

## Přehled finále

### Dvouhra
| Rok  | vítězka              | finalistka           | výsledek           |
| ---- | -------------------- | -------------------- | ------------------ |
| 2010 | Alberta Briantiová   | Magdaléna Rybáriková | 6–4, 6–4           |
| 2011 | Anastasia Jakimovová | Erika Semaová        | 7–6(7–3), 6–3–4    |
| 2012 | Sie Šu-wej           | Čang Šuaj            | 6–2, 6–2           |
| 2013 | Bojana Jovanovská    | Čang Šuaj            | 6–7(7–9), 6–4, 6–1 |
| 2014 | Magda Linetteová     | Wang Čchiang         | 3–6, 7–5, 6–1      |
| 2015 | turnaj se nekonal    | turnaj se nekonal    | turnaj se nekonal  |
| 2022 | turnaj se nekonal    | turnaj se nekonal    | turnaj se nekonal  |
| 2023 | Ons Džabúrová        | Diana Šnajderová     | 6–2, 6–1           |
| 2024 | Darja Kasatkinová    | Mirra Andrejevová    | 6–0, 4–6, 6–4      |

### Čtyřhra
| Rok  | vítězky                             | finalistky                                 | výsledek              |
| ---- | ----------------------------------- | ------------------------------------------ | --------------------- |
| 2010 | Čan Ťin-wej Čchen I                 | Jill Craybasová Olga Savčuková             | 6–3, 3–6, [10–8]      |
| 2011 | Tetjana Lužanská Čeng Saj-saj       | Čan Ťin-wej Chan Sin-jün                   | 6–4, 5–7, [10–4]      |
| 2012 | Šúko Aojamová Čang Kchaj-čen        | Tetjana Lužanská Čeng Saj-saj              | 6–2, 7–5              |
| 2013 | Čan Jung-žan Čang Šuaj              | Iryna Burjačoková Oxana Kalašnikovová      | 6–2, 6–1              |
| 2014 | Arina Rodionovová Olga Savčuková    | Chan Sin-jün Čang Kchaj-lin                | 4–6, 7–6(7–2), [10–6] |
| 2015 | turnaj se nekonal                   | turnaj se nekonal                          | turnaj se nekonal     |
| 2022 | turnaj se nekonal                   | turnaj se nekonal                          | turnaj se nekonal     |
| 2023 | Laura Siegemundová Věra Zvonarevová | Kuo Chan-jü Ťiang Sin-jü                   | 4–6, 6–3, [10–5]      |
| 2024 | Demi Schuursová Jüan Jüe            | Nicole Melichar-Martinezová Ellen Perezová | 6–3, 6–3              |